# Pfarrkirche Ried im Zillertal

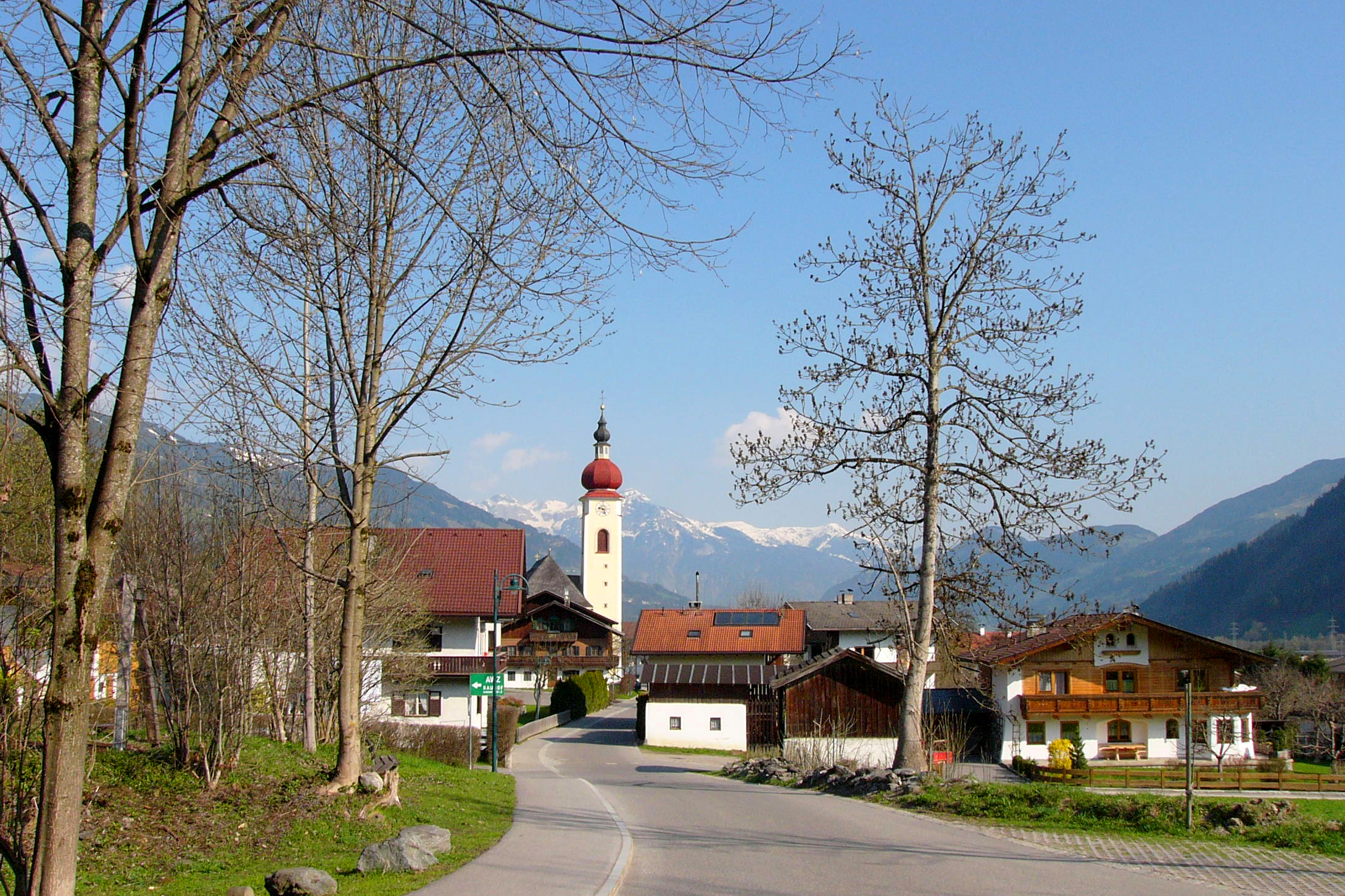
Katholische Pfarrkirche hl. Johannes der Täufer in Ried im Zillertal

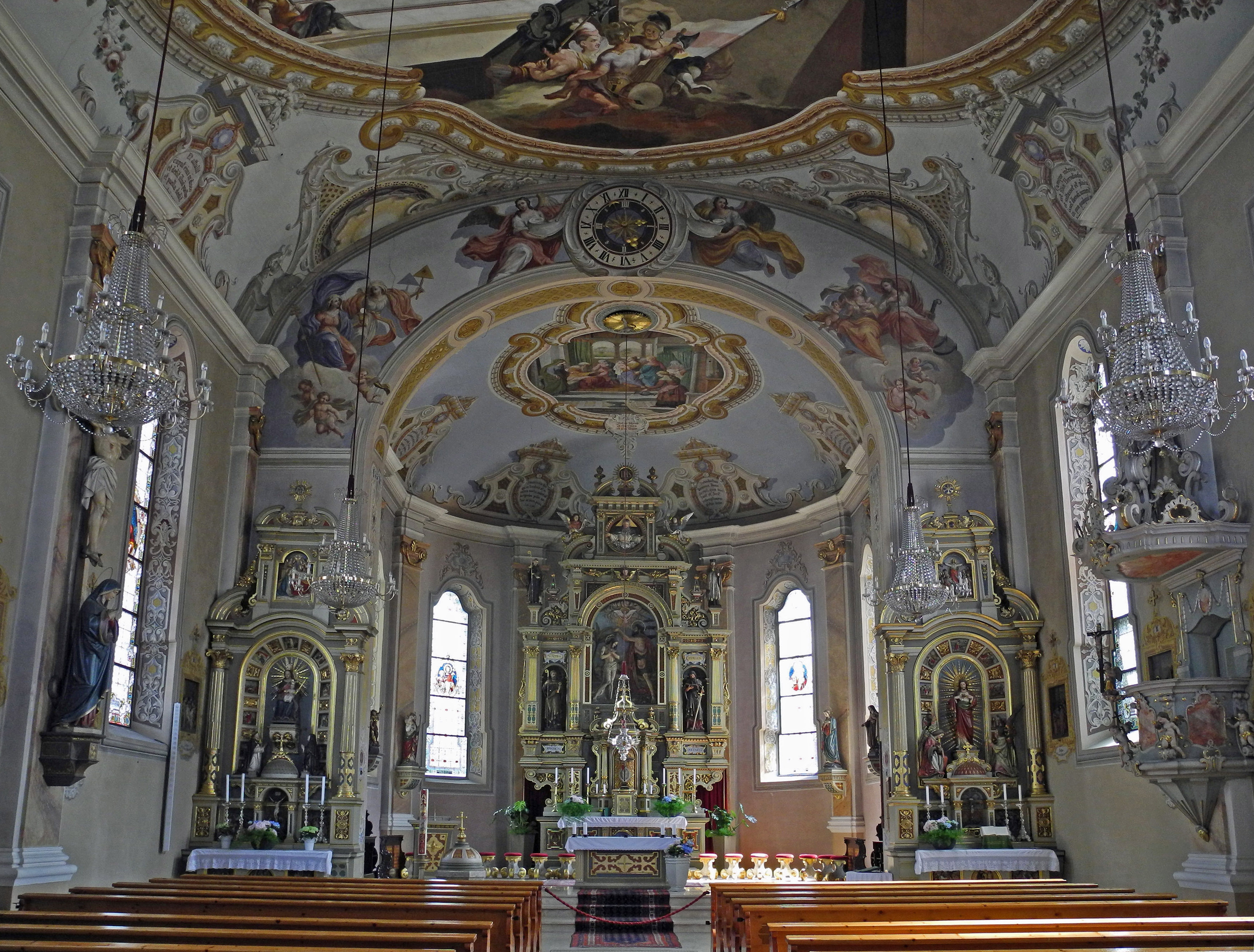
Langhaus, Blick zum Chor

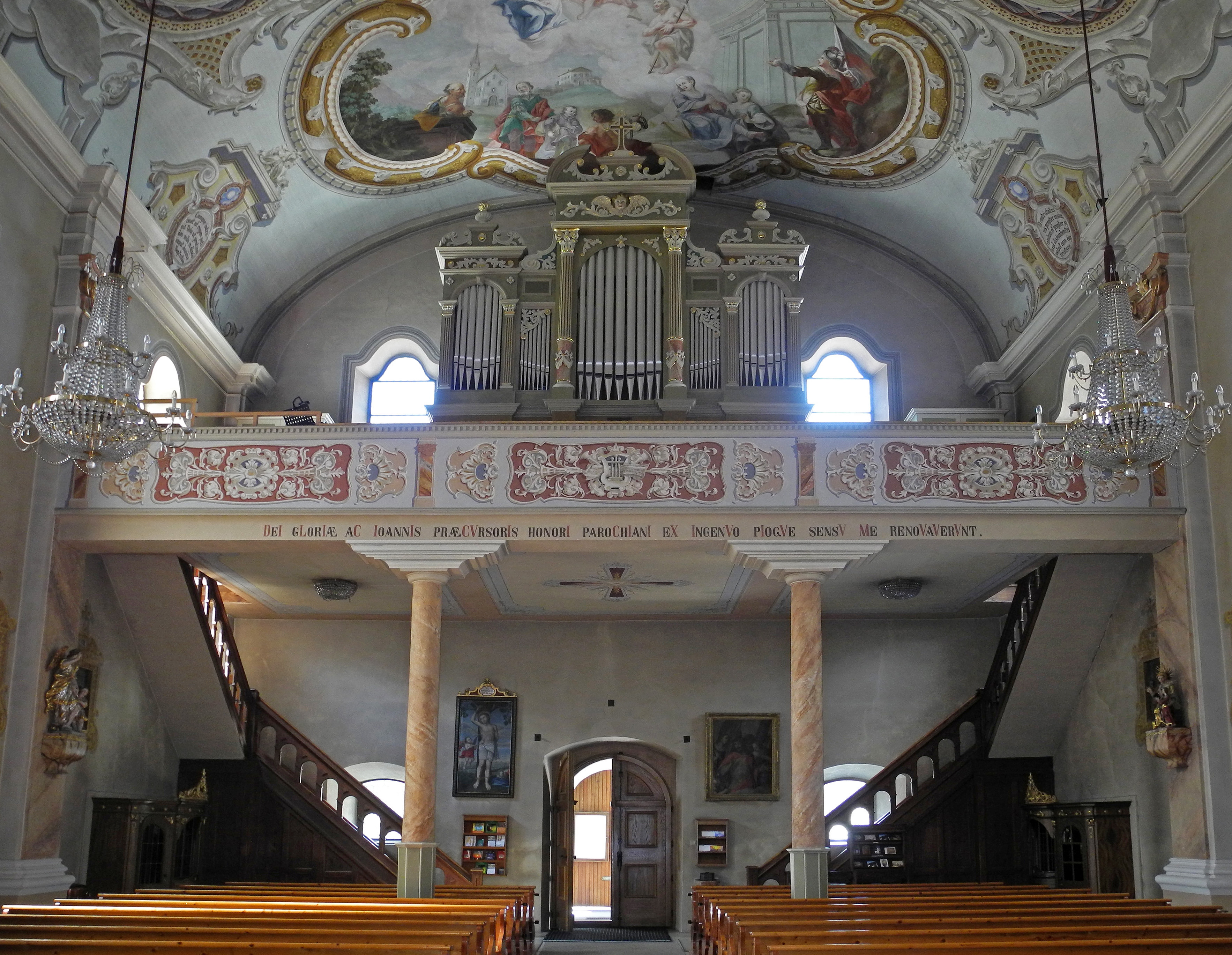
Langhaus, Blick zur Empore

Die Pfarrkirche Ried im Zillertal steht im Dorf Kleinried in der Gemeinde Ried im Zillertal im Bezirk Schwaz im Bundesland Tirol. Die dem Patrozinium hl. Johannes der Täufer unterstellte römisch-katholische Pfarrkirche gehört zum Dekanat Fügen-Jenbach in der Diözese Innsbruck. Die Kirche steht unter Denkmalschutz (Listeneintrag).

## Geschichte
Urkundlich wurde 1434 eine Kirche genannt, seit 1708 mit eigenem Priester, wurde die Kirche 1891 zur Pfarrkirche erhoben.
Von der gotischen Vorgängerkirche aus 1496/1498 ist das Westportal aus rotem Marmor und die Sakristeiportale aus Resten der gotischen Wandpfeiler erhalten. Die heutige Kirche wurde von 1773 bis 1778 von Thomas Sandbichler erbaut, der Turm mit einem Zwiebelhelm wurde ab 1789/1790 erbaut.

## Architektur
Der barocke Kirchenbau mit einem Nordturm ist von einem Friedhof umgeben.
An das Langhaus schließt ein eingezogener Chor mit einem halbkreisförmigen Schluss an, die Kirche ist mit Flachtonnen über Pilaster gewölbt. Die Fresken im Chor mit Darbringung des hl. Johannes im Tempel malte Josef Haun 1905, im Langhaus mit Enthauptung des hl. Johannes und Johannes als Fürbitter, am Chorbogen Glaube, Hoffnung und Liebe, malten Josef Schmutzer der Jüngere, Anton Schmutzer und Franz Hueber 1776. Die Glasgemälde entstanden 1898 in Nürnberg.

## Ausstattung
Der Hochaltar in Neurenaissance trägt die Figuren Taufe Christi, Peter und Paul, Leonhard, Johannes Nepomuk.